# Couve-galega
A couve-galega (entre outros nomes regionais) é um cultivar de couve (Brassica oleracea var. Acephala), de caule razoavelmente alto e folhas largas, usada na confecção da sopa conhecida como caldo verde, típica de Portugal e da Galiza, bem como nos típicos "caldos de Berças". Além disso, é muito apreciada como acompanhamento da famosa feijoada brasileira.
A couve-galega tem outros nomes mesmo dentro de Portugal, como horto e couve-ratinha. Na zona serrana de Águeda, na Serra do Caramulo, também a identificam por "couve alta". Já no Brasil é conhecida por couve ou couve-folha (para diferenciá-la da couve-flor). Em São Paulo é conhecida como couve-manteiga. Na Galiza, é popularmente conhecida como verza/verça, assim como também as suas folhas.

## Cultivo
A Couve Galega pode-se semear de Março a Junho. É muito resistente ao frio, pragas e doenças, e adapta-se a qualquer tipo de solo. Espaçamento: 90 cm entre linhas e 80 cm entre plantas. A Couve Galega é também uma importante planta melífera e as suas flores são um banquete para abelhas, joaninhas e uma grande diversidade de insetos polinizadores.

## Aplicação
A couve é rica em vitamina C, um oxidante sensacional que ajuda na proteção de doenças cardíacas e na perda de visão.